# False Start
False Start — шестой студийный альбом калифорнийской рок-группы Love, выпущенный в декабре 1970 года.

## Об альбоме
На альбоме заметно влияние Джими Хендрикса на своего друга, лидера Love Артура Ли, пригласившего Хендрикса участвовать в записи.
Пластинка стала последней для Love как действующей группы.

## Список композиций
Все песни написаны Артуром Ли (трек «The Everlasting First» аранжирован Ли и Джими Хендриксом.
1. «The Everlasting First» — 3:01
2. «Flying» — 2:37
3. «Gimi a Little Break» — 4:10
4. «Stand Out» — 3:35
5. «Keep on Shining» — 3:50
6. «Anytime» — 3:23
7. «Slick Dick» — 3:05
8. «Love is Coming» — 1:24
9. «Feel Daddy Feel Good» — 3:15
10. «Ride That Vibration» — 3:34

## Участники записи
- Артур Ли — ритм-гитара, фортепиано, гармоника, вокал, продюсирование
- Гэри Роулс — соло-гитара
- Фрэнк Файад — бас-гитара
- Джордж Суранович — ударные
- Нуни Рикетт — ритм-гитара, бэк-вокал (треки 2-10)
- Джими Хендрикс — соло-гитара (1)